# ایداندوکیتا
ایداندوکیتا (به لاتین: Idandukita) یک منطقهٔ مسکونی در سری‌لانکا است که در استان جنوبی (سری‌لانکا) واقع شده‌است.